# Улица Верхняя Хохловка
Улица Ве́рхняя Хохло́вка — улица в Москве, в Нижегородском районе Юго-Восточного административного округа.

## Название
Улица названа 27 июня 1928 года в честь деревни Хохловка, которая ранее существовала на данном месте. Деревня Хохловка известна с 1686 года и получила название по прозвищу своего владельца князя Юрия Хохла Мещерского. В 1960 году деревня Хохловка была включена в состав Москвы и через некоторое время упразднена, однако название бывшей деревни до сих пор сохранено.

## Расположение и транспортное обслуживание
Улица Верхняя Хохловка пролегает вдоль железнодорожной линии ГЖД. Общественный городской транспорт по улице Верхняя Хохловка не проходит, но на соседней Нижегородской улице расположена конечная остановка Хохловка (а/м № 143).

## Примечательные здания и сооружения
По улице Верхняя Хохловка расположено 12 жилых домов и зданий.

### По нечётной стороне
- № 1/7 — Новое образование.
- № 15 — Коллегия юристов Легация.
- № 33 — Юристы Проф.
- № 35 — Детский сад № 1766.
- № 39/47 — Библиотека № 123 - структурное подразделение ГБУК г. Москвы "ЦБС ЮВАО", Arsenicum, электрозаправка Tesla.
- № 39/47с2 — ГСК № 5.
- № 41 — Интернет-магазин и Магазин Бижутерии Bije.

### По чётной стороне
- По чётной стороне находится одно здание (№ 2с1).